# Éros vainqueur
Éros vainqueur is een opera of conte lyrique in drie aktes en 4 scènes van de hand van de componist Pierre de Bréville. Het werk is geschreven op een Franstalig libretto van de dichter en romanauteur Jean Lorrain naar een sprookjesgegeven. De opera was door Bréville opgedragen aan de componist Vincent d’Indy.

## Uitvoeringsgeschiedenis
De première van Éros vainqueur vond plaats op 7 maart 1910 in de Koninklijke Muntschouwburg te Brussel en werd gedirigeerd door Sylvain Dupuis. Deze productie werd geënsceneerd door Merle Forest en bevatte een choreografie van François Ambroisiny. De oorspronkelijke cast bestond onder meer uit de mezzo-sopraan Claire Croiza als Éros, de sopraan Mary Beral als Argyne, de bariton Étienne Billot als de koning en de bas Henri Artus als Cardinal-Évêque. In 1918 gaf Jane Bathori een concertopvoering van deze opera in het Théâtre du Vieux Colombier. In 1932 vond de eerste geënsceneerde opvoering in Frankrijk plaats in de Opéra-Comique onder directie van Louis Masson.

## Rolverdeling
- Argyne (sopraan)
- Tharsyle (sopraan)
- Éros (mezzo-sopraan)
- Floriane (mezzo-sopraan)
- Lisbeth (mezzo-sopraan)
- Le roi (bariton)
- Sénéchal (bariton)
- Cardinal-évêque (bas)
- Terkau (bas)
- Capitaine des lansquenets (bas)